# Tischtennisweltmeisterschaft 1932
Die 6. Tischtennisweltmeisterschaft fand vom 25. bis 30. Januar 1932 in Prag (Tschechoslowakei) im Saal des Nationalheims in Smíchov statt.

## Übersicht
Das Turnier litt unter den beengten Räumlichkeiten: Man konnte nur fünf Tische aufstellen und auch der Zuschauerbereich war erheblich zu klein. Rumänien und Schweden fehlten wegen wirtschaftlicher Schwierigkeiten, dafür nahm Frankreich erstmals an der Weltmeisterschaft teil.
Die Ungarn beherrschten erneut die Szene. Außer bei den Herren-Mannschaften gewannen sie alle Titel.
Bei den Mannschaftskämpfen ergab sich nach den regulären Jeder-gegen-Jeden-Gruppenspielen ein Gleichstand, weswegen Ungarn, die Tschechoslowakei und Österreich in einer Entscheidungsrunde den Titel ausspielen mussten. Sensationell war die 0:5-Niederlage der Herrenmannschaft Ungarns in der Zwischenrunde gegen die Tschechoslowakei. Und auch im Endspiel gewann die Tschechoslowakei gegen Ungarn. Erstmals hieß der Weltmeister nicht Ungarn – Gastgeber Tschechoslowakei gewann den Titel. Deutschland erreichte den 5. Platz. Eine bessere Platzierung erlangte man erst 30 Jahre später.
Im Herreneinzel holte sich Victor Barna den Titel zurück. In einem hochklassigen und umkämpften Endspiel bezwang er den Titelverteidiger, obwohl er im fünften Satz bereits 13:17 zurücklag.
Eine Wachablösung gab es auch im Dameneinzel: Mária Mednyánszky wurde erstmals – nach fünf Titeln in Folge – nicht Weltmeisterin. Sie wurde im Endspiel von Anna Sipos (Ungarn) besiegt, die bei den vorangegangenen Weltmeisterschaften mehrfach Zweite bzw. Dritte wurde. Ein Grund dafür könnte sein, dass sie bis 1932 mit Penholder-Schlägerhaltung spielte. Nach der Umstellung auf die „normale“ Shakehand-Haltung wurde sie stärker.

## Abschneiden der Deutschen

### Herrenmannschaft
- Deutschland – Österreich 3:5: Benthien – Liebster 0:2, Nickelsburg – Kohn 2:1, Madjaroglou – Flußmann 2:0, Benthien – Kohn 0:2, Madjaroglou – Liebster 2:0, Nickelsburg – Flußmann 1:2, Madjaroglou – Kohn 1:2, Benthien – Flußmann  1:2
- Deutschland – Frankreich 5:0: Benthien – Verger 2:0, Madjaroglou – Nahas 2:1, Madjaroglou – Verger 2:0
- Deutschland – Jugoslawien 5:1: Schwager – Hexner verl., Schwager – Makrimonis 2:1, Nickelsburg – Weiller gew.
- Deutschland – Litauen 5:0
- Deutschland – Tschechoslowakei 3:5: Nickelsburg – Lauterbach 2:1, Madjaroglou – Lauterbach 1:2, Madjaroglou – Nicodem 2:0, Madjaroglou – Kolar 2:1, Benthien – Kolar 1:2, Benthien – Lauterbach 1:2, Nickelsburg – Lauterbach 1:2
- Deutschland – Ungarn 1:5: Madjaroglou – Barna 2:1, Madjaroglou – Kelen 0:2, Caro – Barna 0:2, Schwager – Bellak 0:2, Caro – Bellak 0:2, Schwager – Kelen 0:2
- Deutschland – Lettland 4:5: Madjaroglou – Oschin 2:0, Madjaroglou – Schatzow 2:0, Madjaroglou – Finberg 2:1, Nickelsburg – Schatzow 2:1, Nickelsburg – Finberg 0:2, Nickelsburg – Oschin 0:2, Schwager – Oschin verl., Schwager – Finberg verl., Schwager – Schatzow verl.
- Deutschland – England 5:2: Madjaroglou – Jines 2:0, Madjaroglou – Bull 2:0, Madjaroglou – Haydon 2:1, Benthien – Jones 2:0,  Nickelsburg – Bull 2:0,  Nickelsburg – Haydon 0:2, Benthien – Haydon 0:2
- Deutschland – Indien 5:0: Madjaroglou gewann drei Spiele

### Herreneinzel
- Paul Benthien: Niederlage gegen Ladislav Hexner (Jugoslawien)
- Herbert Caro: Niederlage gegen Erwin Kohn (Österreich)
- Fachler: Niederlage gegen Erwin Kohn (Österreich)
- Hans-Georg Lindenstaedt: Sieg gegen Karel Fleischner (Tschechoslowakei), Niederlage gegen Lajos Dávid (Ungarn)
- Nikita Madjaroglou: Sieg gegen Miloslav Hamr (Tschechoslowakei), Niederlage gegen Miklós Szabados (Ungarn)
- Heinz Nickelsburg: Sieg gegen Henri Ozenne (Frankreich), Niederlage gegen Victor Barna
- Rudolf Schwager: Niederlage gegen Paul Flußmann (Österreich)

### Dameneinzel
- Annemarie Hähnsch: Niederlage gegen Anna Sipos (Ungarn)
- Mona Müller-Rüster: Niederlage gegen Magda Gál (Ungarn)

## Doppel und Mixed
- Nikita Madjaroglou/Heinz Nickelsburg: Niederlage gegen Victor Barna/Miklós Szabados (Ungarn)
- Heinz Nickelsburg/Mona Müller-Rüster: Niederlage gegen Stanislav Kolář/Anna Braunova (Tschechoslowakei)

## Wissenswertes
- Ungarn wurde als erfolgreichste Nation gewertet und erhielt dafür einen Wanderpokal, den Karl-Andreka-Preis.
- Im Mannschaftskampf Jugoslawien gegen Lettland führte Jugoslawien bereits 4:2. Es fehlte nur noch ein Punkt zum Gesamtsieg. Diesen sollte Nicola Maksimovic holen. Da er gegen den Letten Schatzow (Sacovs) als haushoher Favorit galt, verließen die beiden anderen Jugoslawen, Ladislav Hexner und Weiller, vorzeitig das Spiellokal. Überraschend gewann allerdings Schatzow und verkürzte auf 3:4. Daher wurde zunächst Weiller und dann auch Hexner zum nächsten Spiel aufgerufen. Da beide nicht mehr anwesend waren, gingen beide Partien kampflos an Lettland, wodurch Lettland den Mannschaftskampf gewann.[1]

## Ergebnisse
Folgende Deutsche nahmen nur an den Individualwettbewerben teil:
- Herren: Fachler (Gelb-Weiß Berlin), Owscharow (Gelb-Weiß Berlin), Hans-Georg Lindenstaedt
- Damen: Anita Denker, Annemarie Hähnsch, Mona Müller-Rüster

| Wettbewerb        | Rang | Sieger |
| ----------------- | ---- | --- |
| Mannschaft Herren | 1.   | Tschechoslowakei (Michael Grohbauer, Stanislav Kolář, Jindřich Lauterbach, Antonín Maleček, Bedřich Nikodém)          |
| Mannschaft Herren | 2.   | Ungarn (Victor Barna, László Bellák, Lajos Dávid, István Kelen, Miklós Szabados)                                      |
| Mannschaft Herren | 3.   | Österreich (Paul Flußmann, Erwin Kohn, Robert Thum, Manfred Feher, Alfred Liebster)                                   |
| Mannschaft Herren | 3.   | Lettland (I.Schatzow, Rosenthal, Arnold Oschin, Kotovics, Finberg)                                                    |
| Mannschaft Herren | 5.   | Deutschland (Heinz Nickelsburg, Paul Benthien, Nikita Madjaroglou, Rudolf Schwager, Herbert Caro (Mannschaftsführer)) |
| Mannschaft Damen  |      | entfällt |
| Herren Einzel     | 1.   | Victor Barna – HUN |
| Herren Einzel     | 2.   | Miklós Szabados – HUN                                                                                                 |
| Herren Einzel     | 3.   | István Boros – HUN |
| Herren Einzel     | 3.   | Erwin Kohn – AUT |
| Damen Einzel      | 1.   | Anna Sipos – HUN |
| Damen Einzel      | 2.   | Mária Mednyánszky – HUN                                                                                               |
| Damen Einzel      | 3.   | Magda Gál – HUN |
| Damen Einzel      | 3.   | Marie Šmídová-Masakova – TCH                                                                                          |
| Herren Doppel     | 1.   | Victor Barna/Miklós Szabados – HUN                                                                                    |
| Herren Doppel     | 2.   | László Bellák/Sándor Glancz – HUN                                                                                     |
| Herren Doppel     | 3.   | David Jones/Charles Bull – ENG                                                                                        |
| Herren Doppel     | 3.   | István Boros/Tibor Házi – HUN                                                                                         |
| Damen Doppel      | 1.   | Mária Mednyánszky/Anna Sipos – HUN                                                                                    |
| Damen Doppel      | 2.   | Anna Braunová/Marie Šmídová-Masáková – TCH                                                                            |
| Damen Doppel      | 3.   | Anita Denker – GER/Magda Gál – HUN                                                                                    |
| Damen Doppel      | 3.   | Berta Zdobnicka/Vera Pavlaskova – TCH                                                                                 |
| Mixed             | 1.   | Victor Barna/Anna Sipos – HUN                                                                                         |
| Mixed             | 2.   | Miklós Szabados/Mária Mednyánszky – HUN                                                                               |
| Mixed             | 3.   | Jaroslav Jilek/Marie Šmídová-Masáková – TCH                                                                           |
| Mixed             | 3.   | Sándor Glancz/Magda Gál – HUN                                                                                         |

## Medaillenspiegel
| Rang  | Land             | Gold | Silber | Bronze | Gesamt |
| ----- | ---------------- | ---- | ------ | ------ | ------ |
| 1     | Ungarn           | 5    | 5      | 5      | 15     |
| 2     | Tschechoslowakei | 1    | 1      | 3      | 5      |
| 3     | Österreich       | 0    | 0      | 2      | 2      |
| 4     | England          | 0    | 0      | 1      | 1      |
| 5     | Lettland         | 0    | 0      | 1      | 1      |
| Total | Total            | 6    | 6      | 12     | 24     |